# Aegle exquisita
Aegle exquisita is een vlinder uit de familie uilen (Noctuidae). De wetenschappelijke naam is voor het eerst geldig gepubliceerd in 1969 door Boursin.
De soort komt voor in Europa.